# واوكيشا (ويسكونسن)
واوكيشا (بالإنجليزية: Waukesha (town), Wisconsin)‏ هي بلدة تقع بولاية ويسكونسن في الولايات المتحدة. تبلغ مساحتها 59.5 (كم²)، وترتفع عن سطح البحر 266 م، بلغ عدد سكانها 8596 نسمة في عام 2000 حسب إحصاء مكتب تعداد الولايات المتحدة وتصل الكثافة السكانية فيها 145.1 نسمة/كم2.

## وصلات خارجية
- The US50 - Cities and Towns in Wisconsin State
- Wisconsin Cities and Towns, Facts, Map, Flag, Colleges, Government, and More